# Leandro Spadacio
Leandro Spadacio Leite (17 febbraio 2000) è un calciatore brasiliano naturalizzato emiratino, centrocampista dell'Ittihad Kalba .

## Carriera
Nato in Brasile il 17 febbraio 2000, Leandro è cresciuto nel settore giovanile del Fluminense , club con cui ha messo le basi per la sua carriera professionistica. Nel 2019 si è trasferito negli Emirati Arabi Uniti, firmando con lo Shabab Al-Ahli . Qui dopo aver giocato soltanto tre partite ufficiali, viene girato in prestito: prima all’Ajman, per la stagione 2021‑22, dove ha mostrato un buon rendimento con circa 30 presenze e 7 gol, poi allo Ittihad Kalba, la stagione successiva 2022‑2, dove ha confermato miglioramenti nel suo gioco. Nell'estate del 2023 viene acquistato definitivamente dall’Ittihad Kalba, con un contratto fino al giugno 2026. 
Nel 2024 ha ottenuto la cittadinanza degli Emirati Arabi Uniti.

## Statistiche

### Presenze e reti nei club
Statistiche aggiornate al 21 Giugno 2025
| Stagione           | Squadra         | Campionato      | Campionato | Campionato | Coppe nazionali | Coppe nazionali | Coppe nazionali | Coppe continentali | Coppe continentali | Coppe continentali | Altre coppe | Altre coppe | Altre coppe | Totale | Totale |
| Stagione           | Squadra         | Comp            | Pres       | Reti       | Comp            | Pres            | Reti            | Comp               | Pres               | Reti               | Comp        | Pres        | Reti        | Pres   | Reti   |
| ------------------ | --------------- | --------------- | ---------- | ---------- | --------------- | --------------- | --------------- | ------------------ | ------------------ | ------------------ | ----------- | ----------- | ----------- | ------ | ------ |
| 2019-2020          | Shabab Al-Ahli  | PL              | 0          | 0          | CEAU+CdL        | 0+1             | 0+0             | -                  | -                  | -                  | -           | -           | -           | 1      | 0      |
| 2020-gen.2021      | Shabab Al-Ahli  | PL              | 2          | 0          | CEAU+CdL        | 0+1             | 0+0             | -                  | -                  | -                  | -           | -           | -           | 3      | 0      |
| Totale Ajman       | Totale Ajman    | Totale Ajman    | 2          | 0          |                 | 2               | 0               |                    | 0                  | 0                  |             | 0           | 0           | 4      | 0      |
| gen.2021- giu.2021 | Ajman           | PL              | 10         | 3          | CEAU+CdL        | 0+0             | 0+0             | -                  | -                  | -                  | -           | -           | -           | 10     | 3      |
| 2021-2022          | Ajman           | PL              | 20         | 4          | CEAU+CdL        | 0+3             | 0+0             | -                  | -                  | -                  | -           | -           | -           | 23     | 4      |
| Totale Ajman       | Totale Ajman    | Totale Ajman    | 30         | 7          |                 | 3               | 0               |                    | 0                  | 0                  |             | 0           | 0           | 33     | 7      |
| 2022-2023          | Ittihad Kalba   | PL              | 19         | 1          | CEAU+CdL        | 2+6             | 1+3             | -                  | -                  | -                  | -           | -           | -           | 27     | 5      |
| 2023-2024          | Ittihad Kalba   | PL              | 23         | 4          | CEAU+CdL        | 1+2             | 0+0             | -                  | -                  | -                  | -           | -           | -           | 25     | 7      |
| 2024-2025          | Ittihad Kalba   | PL              | 24         | 2          | CEAU+CdL        | 2+1             | 0+0             | -                  | -                  | -                  | -           | -           | -           | 27     | 2      |
| Totale carriera    | Totale carriera | Totale carriera | 98         | 14         |                 | 20              | 5               |                    | 0                  | 0                  |             | 0           | 0           | 118    | 19     |